# Beaurepaire-sur-Sambre
Beaurepaire-sur-Sambre är en kommun i departementet Nord i regionen Hauts-de-France i norra Frankrike. Kommunen ligger i kantonen Avesnes-sur-Helpe-Sud som tillhör arrondissementet Avesnes-sur-Helpe. År 2022 hade Beaurepaire-sur-Sambre 277 invånare.

## Befolkningsutveckling
Antalet invånare i kommunen Beaurepaire-sur-Sambre
| Referens: INSEE |